# جائزة المجر الكبرى 2017
جائزة المجر الكبرى 2017 هو سباق فورمولا 1 أقيم بتاريخ 30 يوليو 2017 في حلبة المجر. كان الحادي عشر من أصل 20 في بطولة العالم لسباقات الفورمولا واحد موسم 2017. حلّ الألماني سباستيان فيتل أولا بينما جاء الفنلندي كيمي رايكونن في المركز الثاني وحصل على المركز الثالث الفنلندي فالتيري بوتاس.

## الترتيب النهائي
|         | الترتيب | السائق        | النقاط |
| ------- | ------- | ------------- | ------ |
|         | 1       | سباستيان فيتل | 202    |
|         | 2       | لويس هاملتون  | 188    |
|         | 3       | فالتيري بوتاس | 169    |
|         | 4       | دانيل ريكاردو | 117    |
|         | 5       | كيمي رايكونن  | 116    |
| المصدر: |         |               |        |